# 58-я статья

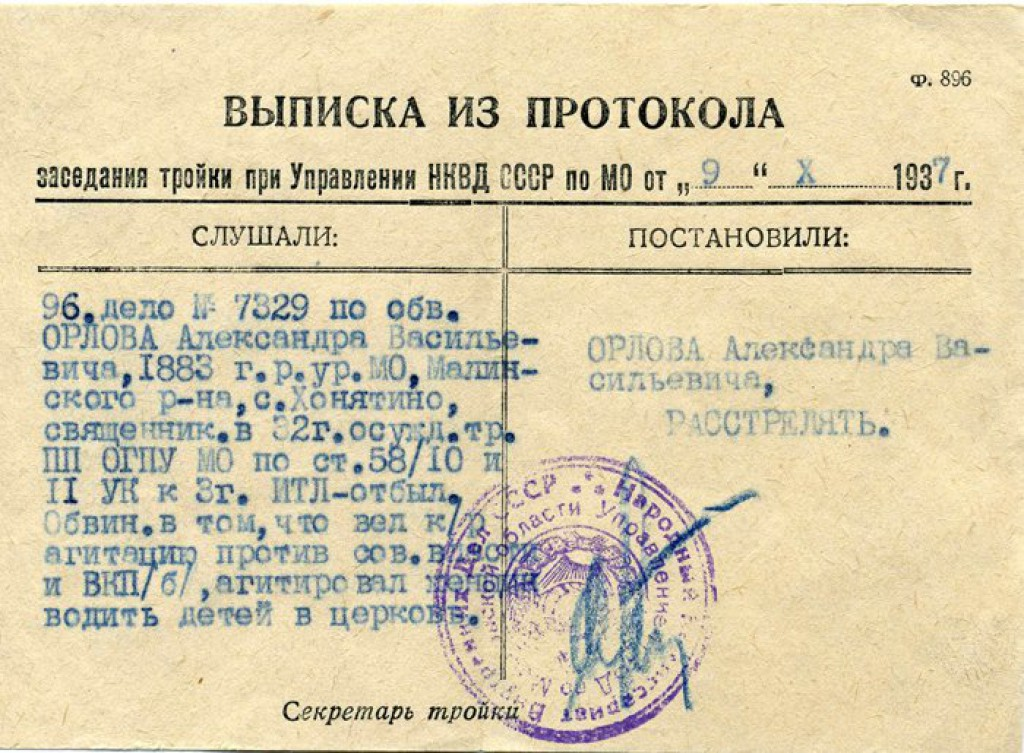
Выписка из расстрельного протокола по статье 58-й УК РСФСР

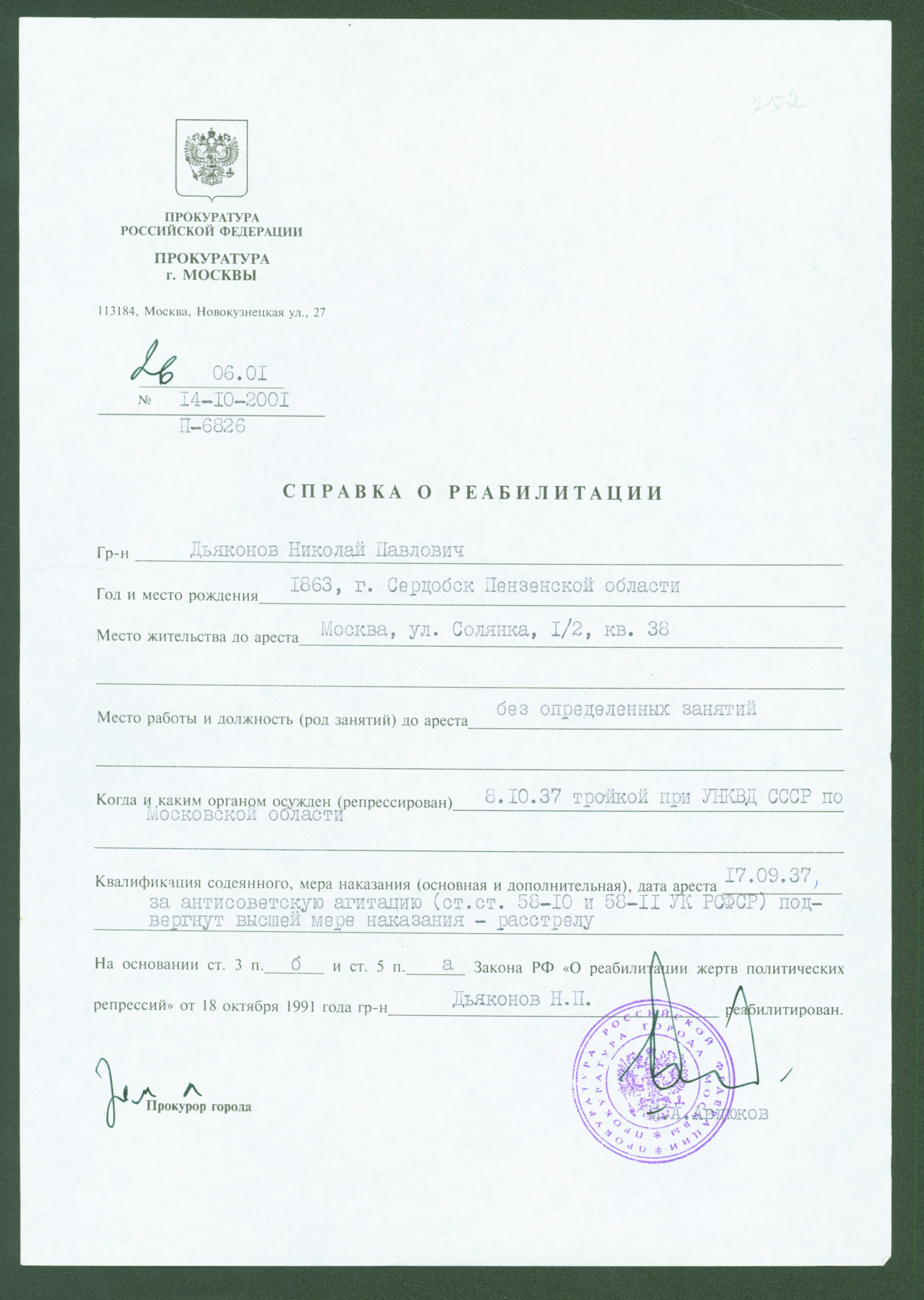
Справка о реабилитации репрессированного по статье 58-й УК РСФСР

Статьи 581, 581а—581г и 582—5814 Уголовного кодекса РСФСР 1922 года в редакции 1926 года и более поздних редакциях устанавливали ответственность за контрреволюционную деятельность. Отменена в 1961 году при вступлении в силу новых УК союзных республик. В обиходе именовались «58‑я статья». Статьи 581—5818 в редакции 1926 года должны были быть введены в действие со времени вступления в силу союзного положения о государственных преступлениях. Такое Положение утверждено постановлением ЦИК СССР от 25 февраля 1927 года. Уже постановлением ВЦИК и СНК РСФСР от 6 июня 1927 года они заменены статьями 581—5814 в новой редакции. При этом новой редакции была придана обратная сила — она также вводилась в действие со времени вступления в силу Положения от 25 февраля. Таким образом, статьи 5815—5818 фактически не действовали. Статья 586 редактировалась в 1928 году. Постановлением ВЦИК и СНК РСФСР от 20 июля 1934 года кодекс дополнен статьями 581а—581г. На сленге лагерников-уголовников и лагерного начальства заключённые по 58-й статье именовались «контрой».

## Содержание
- Статья 58-1. Контрреволюционным признается всякое действие, направленное к свержению, подрыву или ослаблению власти рабоче-крестьянских советов и избранных ими, на основании Конституции Союза ССР и конституций союзных республик, рабоче-крестьянских правительств Союза ССР, союзных и автономных республик или к подрыву или ослаблению внешней безопасности Союза ССР и основных хозяйственных, политических и национальных завоеваний пролетарской революции. В силу международной солидарности интересов всех трудящихся такие же действия признаются контрреволюционными и тогда, когда они направлены на всякое другое государство трудящихся, хотя бы и не входящее в Союз ССР. [добавлено 6 июня 1927 г. (СУ № 49, ст.330)].
- Статья 58-1а. Измена Родине, то есть действия, совершенные гражданами Союза ССР в ущерб военной мощи Союза ССР, его государственной независимости или неприкосновенности его территории, как-то: шпионаж, выдача военной или государственной тайны, переход на сторону врага, бегство или перелет за границу, караются высшей мерой уголовного наказания — расстрелом с конфискацией всего имущества, а при смягчающих обстоятельствах — лишением свободы на срок 10 лет с конфискацией всего имущества. [20 июля 1934 г. (СУ № 30, ст.173)]
- Статья 58-1б. Те же преступления, совершенные военнослужащими, караются высшей мерой уголовного наказания — расстрелом с конфискацией всего имущества. [20 июля 1934 г. (СУ № 30, ст.173)].
- Статья 58-1в. В случае побега или перелета за границу военнослужащего совершеннолетние члены его семьи, если они чем-либо способствовали готовящейся или совершенной измене, или хотя бы знали о ней, но не довели об этом до сведения властей, караются — лишением свободы на срок от 5 до 10 лет с конфискацией всего имущества. Остальные совершеннолетние члены семьи изменника, совместно с ним проживавшие или находившиеся на его иждивении к моменту совершения преступления, подлежат лишению избирательных прав и ссылке в отдаленные районы Сибири на 5 лет. [20 июля 1934 г. (СУ № 30, ст.173)].
- Статья 58-1г. Недонесение со стороны военнослужащего о готовящейся или совершенной измене влечет за собой лишение свободы на 10 лет. Недонесение со стороны остальных граждан (не военнослужащих) преследуется согласно ст.58-12. [20 июля 1934 г. (СУ № 30, ст.173)].
- Статья 58-2. Вооруженное восстание или вторжение в контрреволюционных целях на советскую территорию вооруженных банд, захват власти в центре или на местах в тех же целях и, в частности, с целью насильственно отторгнуть от Союза ССР и отдельной союзной республики какую-либо часть её территории или расторгнуть заключенные Союзом ССР с иностранными государствами договоры влекут за собой — высшую меру социальной защиты — расстрел или объявление врагом трудящихся с конфискацией имущества и с лишением гражданства союзной республики и, тем самым, гражданства Союза ССР и изгнание из пределов Союза ССР навсегда, с допущением при смягчающих обстоятельствах понижения до лишения свободы на срок не ниже трех лет, с конфискацией всего или части имущества. [6 июня 1927 г. (СУ № 49, ст.330)].
- Статья 58-3. Сношения в контрреволюционных целях с иностранным государством или отдельными его представителями, а равно способствование каким бы то ни было способом иностранному государству, находящемуся с Союзом ССР в состоянии войны или ведущему с ним борьбу путем интервенции или блокады, влекут за собой — меры социальной защиты, указанные в ст.58-2 настоящего кодекса. [6 июня 1927 г. (СУ № 49, ст.330)].
- Статья 58-4. Оказание каким бы то ни было способом помощи той части международной буржуазии, которая, не признавая равноправия коммунистической системы, приходящей на смену капиталистической системе, стремится к её свержению, а равно находящимся под влиянием или непосредственно организованным этой буржуазией общественным группам и организациям в осуществлении враждебной против Союза ССР деятельности, влечет за собой — лишение свободы на срок не ниже трех лет с конфискацией всего или части имущества, с повышением, при особо отягчающих обстоятельствах, вплоть до высшей меры социальной защиты — расстрела или объявления врагом трудящихся, с лишением гражданства союзной республики и тем самым, гражданства Союза ССР и изгнанием из пределов Союза ССР навсегда, с конфискацией имущества. [6 июня 1927 г. (СУ № 49, ст.330)].
- Статья 58-5. Склонение иностранного государства или каких-либо в нём общественных групп, путем сношения с их представителями с использованием фальшивых документов или иными средствами, к объявлению войны, вооруженному вмешательству в дела Союза ССР или иным неприязненным действиям, в частности: к блокаде, к захвату государственного имущества Союза ССР или союзных республик, разрыву дипломатических сношений, разрыву заключенных с Союзом ССР договоров и т. п., влечет за собой — меры социальной защиты, указанные в ст.58-2 настоящего кодекса. [6 июня 1927 г. (СУ № 49, ст.330)].
- Статья 58-6. Шпионаж, то есть передача, похищение или собирание с целью передачи сведений, являющихся по своему содержанию специально охраняемой государственной тайной, иностранным государствам, контрреволюционным организациям или частным лицам, влечет за собой — лишение свободы на срок не ниже трех лет, с конфискацией всего или части имущества, а в тех случаях, когда шпионаж вызвал или мог вызвать особо тяжелые последствия для интересов Союза ССР, — высшую меру социальной защиты — расстрел или объявление врагом трудящихся с лишением гражданства союзных республик и, тем самым, гражданства Союза ССР и изгнанием из пределов Союза ССР навсегда с конфискацией имущества. Передача, похищение или собирание с целью передачи экономических сведений, не составляющих по своему содержанию специально охраняемой государственной тайны, но не подлежащих оглашению по прямому запрещению закона или распоряжению руководителей ведомств, учреждений и предприятий, за вознаграждение или безвозмездно организациям и лицам, указанным выше, влекут за собой — лишение свободы на срок до трех лет. [6 июня 1927 г. (СУ № 49, ст.330)]. Примечание 1. Специально охраняемой государственной тайной считаются сведения, перечисленные в особом перечне, утверждаемом Советом народных комиссаров Союза ССР по согласованию с советами народных комиссаров союзных республик и опубликовываемом во всеобщее сведение. [6 июня 1927 г. (СУ № 49, ст.330)]. Примечание 2. В отношении шпионажа лиц, упомянутых в ст.193-1 настоящего Кодекса, сохраняет силу ст.193-24 того же Кодекса. [9 января 1928 г. (СУ № 12, ст.108)].
- Статья 58-7. Подрыв государственной промышленности, транспорта, торговли, денежного обращения или кредитной системы, а равно кооперации, совершенный в контрреволюционных целях путем соответствующего использования государственных учреждений и предприятий, или противодействие их нормальной деятельности, а равно использование государственных учреждений и предприятий или противодействие их деятельности, совершаемое в интересах бывших собственников или заинтересованных капиталистических организаций, влекут за собой — меры социальной защиты, указанные в ст.58-2 настоящего кодекса. [6 июня 1927 г. (СУ № 49, ст.330)].
- Статья 58-8. Совершение террористических актов, направленных против представителей советской власти или деятелей революционных рабочих и крестьянских организаций, и участие в выполнении таких актов, хотя бы и лицами, не принадлежащими к контрреволюционной организации влекут за собой — меры социальной защиты, указанные в ст.58-2 настоящего кодекса. [6 июня 1927 г. (СУ № 49, ст.330)].
- Статья 58-9. Разрушение или повреждение с контрреволюционной целью взрывом, поджогом или другими способами железнодорожных или иных путей и средств сообщения, средств народной связи, водопровода, общественных складов и иных сооружений или государственного и общественного имущества, влечет за собой — меры социальной защиты, указанные в ст.58-2 настоящего кодекса. [6 июня 1927 г. (СУ № 49, ст.330)].
- Статья 58-10. Пропаганда или агитация, содержащие призыв к свержению, подрыву или ослаблению Советской власти или к совершению отдельных контрреволюционных преступлений (ст.ст.58-2 — 58-9 настоящего Кодекса), а равно распространение или изготовление или хранение литературы того же содержания влекут за собой — лишение свободы на срок не ниже шести месяцев. Те же действия при массовых волнениях или с использованием религиозных или национальных предрассудков масс, или в военной обстановке, или в местностях, объявленных на военном положении, влекут за собой — меры социальной защиты, указанные в ст.58-2 настоящего кодекса. [6 июня 1927 г. (СУ № 49, ст.330)].
- Статья 58-11. Всякого рода организационная деятельность, направленная к подготовке или совершению предусмотренных в настоящей главе преступлений, а равно участие в организации образованной для подготовки или совершения одного из преступлений, предусмотренных настоящей главой, влекут за собой — меры социальной защиты, указанные в соответствующих статьях настоящей главы. [6 июня 1927 г. (СУ № 49, ст.330)].
- Статья 58-12. Недонесение о достоверно известном, готовящемся или совершенном контрреволюционном преступлении влечет за собой — лишение свободы на срок не ниже шести месяцев [6 июня 1927 г. (СУ № 49, ст.330)].
- Статья 58-13. Активные действия или активная борьба против рабочего класса и революционного движения, проявленные на ответственной или секретной (агентура) должности при царском строе или у контрреволюционных правительств в период гражданской войны, влекут за собой — меры социальной защиты, указанные в ст.58-2 настоящего кодекса. [6 июня 1927 г. (СУ № 49, ст.330)].
- Статья 58-14. Контрреволюционный саботаж, то есть сознательное неисполнение кем-либо определённых обязанностей или умышленно небрежное их исполнение со специальной целью ослабления власти правительства и деятельности государственного аппарата, влечет за собой — лишение свободы на срок не ниже одного года, с конфискацией всего или части имущества, с повышением, при особо отягчающих обстоятельствах, вплоть до высшей меры социальной защиты — расстрела, с конфискацией имущества. [6 июня 1937 г. (СУ № 49, ст.330)].

В версии 1926 г. были ещё четыре пункта статьи 58:
- Статья 58.15. Пропаганда и агитация в направлении помощи международной буржуазии, указанной в статье 58.1, — изгнание из пределов Союза ССР или лишение свободы со строгой изоляцией на срок не ниже трех лет.
- Статья 58.16. Самовольное возвращение в пределы Союза ССР в случае применения меры социальной защиты по пункту «а» статьи 20 настоящего Кодекса — расстрел.
- Статья 58.17. Изготовление, хранение с целью распространения и распространение агитационной литературы контрреволюционного характера — лишение свободы на срок не ниже одного года.
- Статья 58.18. Измышление и распространение в контрреволюционных целях ложных слухов или непроверенных сведений, могущих вызвать общественную панику, возбудить недоверие к власти или дискредитировать её — лишение свободы на срок не ниже шести месяцев. При недоказанности контрреволюционности означенных действий, мера социальной защиты могла быть понижена до принудительных работ на срок до трех месяцев.

## Изменения статьи
После осуждения сталинизма Хрущёвым текст был значительно изменён. 25 декабря 1958 года были приняты «Основы уголовного законодательства Союза ССР и союзных республик» 1958 года, и республиканские уголовные кодексы начали приводиться в соответствие с ними. В уголовном кодексе, который начал действовать в РСФСР с 1 января 1961 года, глава «Государственные преступления» содержала статьи с 64-й по 88-ю и делилась на две части: «Особо опасные государственные преступления», в которые входили измена Родине, шпионаж, террористический акт и т. д., и «Иные государственные преступления», такие как нарушение национального и расового равноправия, разглашение государственной тайны, бандитизм и т. д.

## Применение статьи
Заключённые, приговорённые по статье 58, назывались «политическими», «каэр» (от слова «контрреволюционер»), в отличие от обычных преступников («уголовников» и «бытовиков»). После освобождения заключённые не имели права поселиться ближе чем в 100 км от крупных городов (в оговорённые судом сроки).
Статья 58 применялась также за пределами СССР, на территориях, находившихся под советской юрисдикцией. Так, в советской оккупационной зоне Германии советские граждане подвергались арестам по подозрению в шпионаже и могли быть осуждены на основании статьи 58 советского уголовного кодекса. В специальных лагерях НКВД в Баутцене 66 % заключённых относились к этой категории.
С 1921 по 1953 год за контрреволюционные преступления, по подсчётам МВД СССР, было осуждено 3 777 380 человек, в том числе приговорены к высшей мере наказания 642 980 человек.

## Соответствия в Уголовных кодексах союзных республик

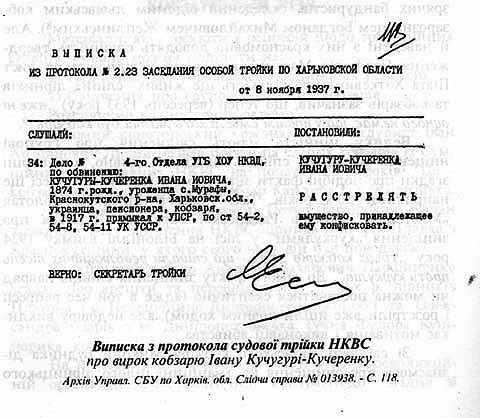
Постановление о расстреле по статье 54-й УК УССР (точный аналог 58-й статьи УК РСФСР)

УК РСФСР действовал в Казахской, Киргизской, Латвийской, Литовской, Эстонской и Карело-Финской ССР.
УК Грузинской ССР содержал такую же статью 58 с теми же пунктами под теми же номерами.
В Уголовных кодексах других союзных республик СССР были аналогичные по содержанию, но разные по номерам статьи.
Так, 58-й статье в УК РСФСР в Уголовном кодексе Украинской ССР соответствовала 54-я статья, полностью повторявшая разделение 58-й на пункты. При этом УК УССР действовал и в Молдавской ССР.
В Уголовном кодексе БССР, действовавшем с 23 сентября 1928 года, статье 58, 58-1а, 58-1б, 58-1г УК РСФСР соответствовали статьи 63, 63-1, 63-2, 63-3, 63-4, а статьям 58-2 — 58-14 — соответственно статьи 64-72, 76, 73-75.
В УК Азербайджанской ССР, действовавшем с 3 декабря 1927 года, этим статьям соответствовали статьи 63, 63-1, 63-2, 63-3, 63-4, 64 — 76.
В УК Армянской ССР, действовавшем с 18 сентября 1927 года, этим статьям соответствовали статьи 58, 58а-1, 58а-2, 58б, 58в, 59 — 71.
В Туркменской ССР, действовавшем с 18 сентября 1927 года, этим статьям соответствовали статьи 54-1, 54-1-1, 54-1-2, 54-1-3, 54-1-4, 54-2 — 54-14 ТуркмССР.
В Узбекской ССР с 16 июня 1926 года, этим статьям соответствовали статьи 57, 57-1, 57-2, 57-3, 57-4, 58 — 70. В 1930 году на территории УзССР отменено действие УК РСФСР, а также уголовных кодексов Бухарской и Хорезмской ССР.
В Таджикской ССР до 1935 года действовал УК УзССР, а затем был введен собственный УК, где указанным статьям УК РСФСР соответствовали статьи 52, 52-1, 52-2, 52-3, 52-4, 53 — 65 УК ТаджССР.
В 1930-х годах внесудебные органы НКВД (Особое совещание, «тройки») нередко использовали так называемые литерные статьи, которые обозначали те же контрреволюционные преступления аббревиатурами, соответствовавшими одному или нескольким пунктам статьи 58 УК РСФСР.